# Chiesa di Santa Maria (Marcialla)
La chiesa di Santa Maria è posta in località Marcialla, frazione divisa tra i comuni di Barberino Tavarnelle e Certaldo, in provincia di Firenze, diocesi della medesima città: la chiesa ricade nel comune di Barberino Tavarnelle.

## Storia
Il castello di Marcialla esisteva già nel XIII secolo: la città di Firenze, nella cui orbita il castello gravava, autorizzò fin dal 1383 la costruzione di un convento di agostiniani con chiesa annessa. Dal XV secolo la chiesa dedicata a Maria ottenne la qualifica di parrocchia.

## Descrizione
La chiesa ad unica navata con transetto è stata rimodernata all'interno nella prima metà del XVIII secolo.
Conserva numerosi affreschi di scuola fiorentina tra cui si segnala l'Ascensione di Filippo di Antonio Filippelli, posta all'altare di destra, e, sempre dello stesso autore, è anche l'affresco dell 'Annunciazione (altare sinistro) datato 1502 sotto il quale ci sono tracce di affreschi datati 1388.
L'altare maggiore è coronato da un Crocifisso in legno scolpito risalente al XVII secolo e nella parete di fondo del coro si trova una tavola raffigurante la Natività attribuita a Tommaso di Stefano Lunetti (inizi del XVI secolo). 
Nel transetto destro si trova una Pietà che in alcun fonti seicentesche è riferita a Michelangelo Buonarroti (notizia ripresa anche dalla stampa non specialistica a più riprese, l'ultima nell'aprile 2017). In realtà l'unica attribuzione scientifica attendibile la riferisce al Lunetti, con una datazione che oscilla tra il 1525 circa e il 1535 circa.
Nel transetto sinistro si trova una tela raffigurante la Crocifissione risalente al XVII secolo.
Un ambiente attiguo alla chiesa corrisponde all'Oratorio della Confraternita di Sant'Antonio Abate, dove sopravvivono due immagini affrescate ancora del Lunetti, un San Sebastiano e un San Rocco che stavano in origine ai lati di una figura lignea del titolare.

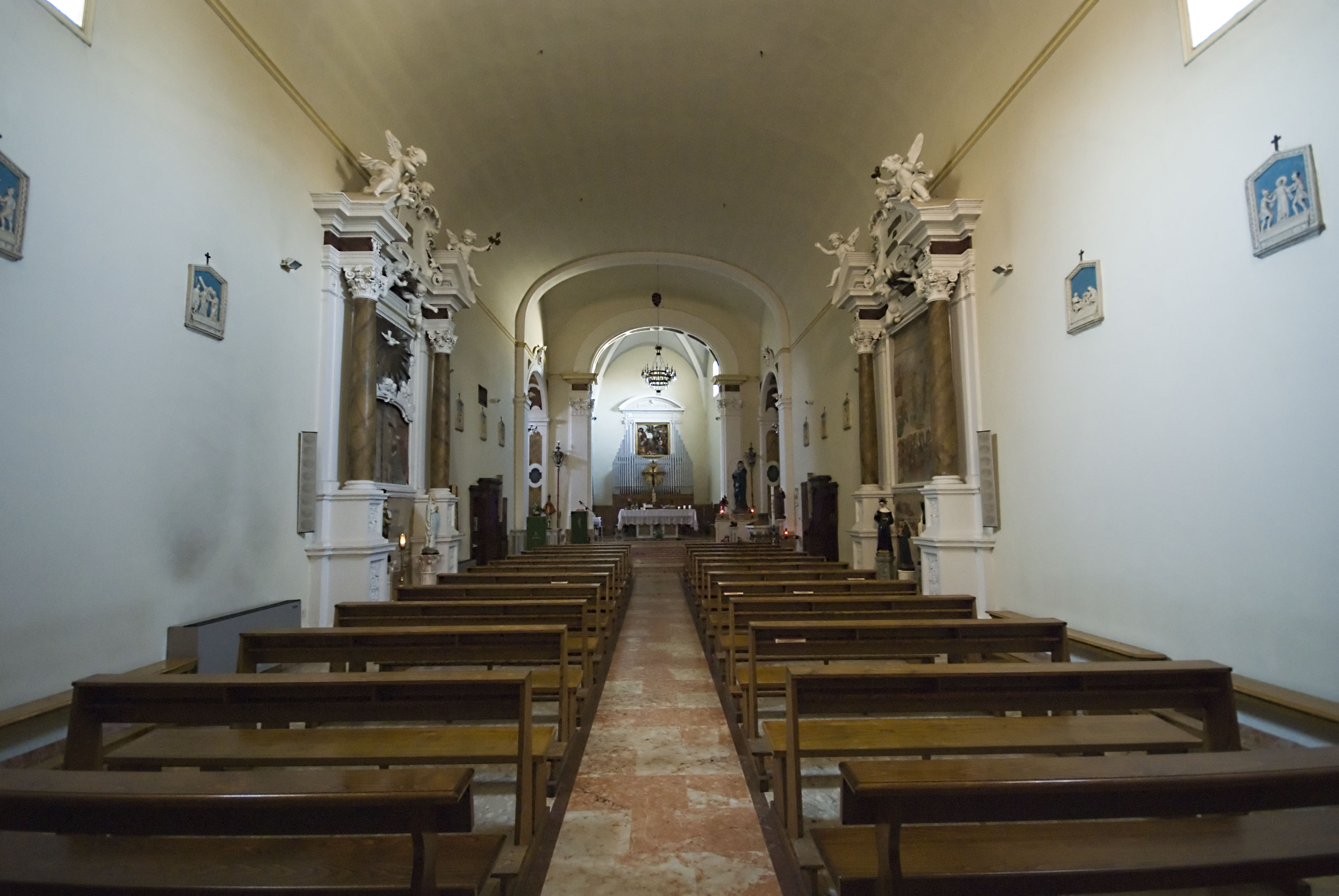
Interno
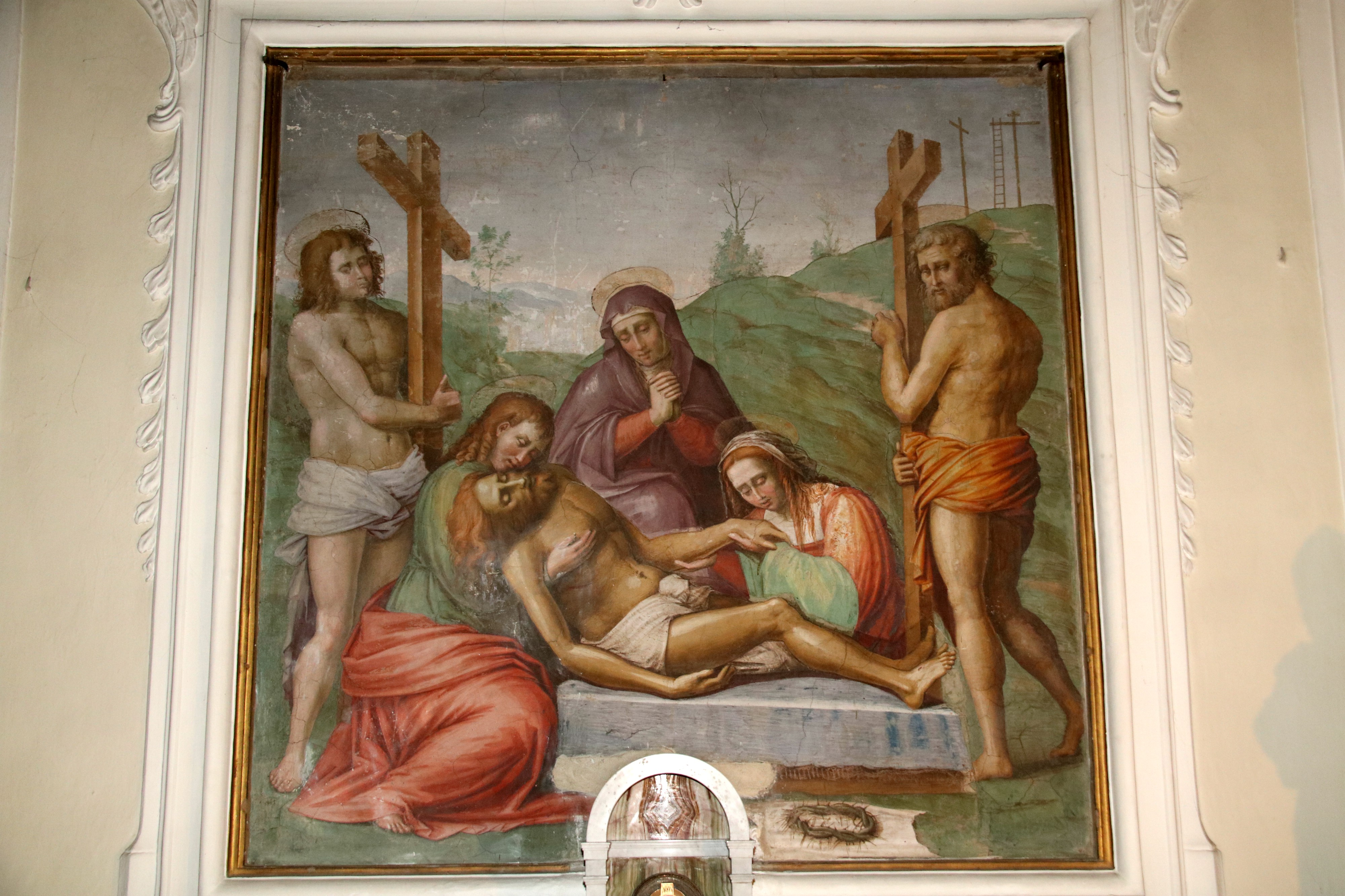
Pietà, 1525 ca.
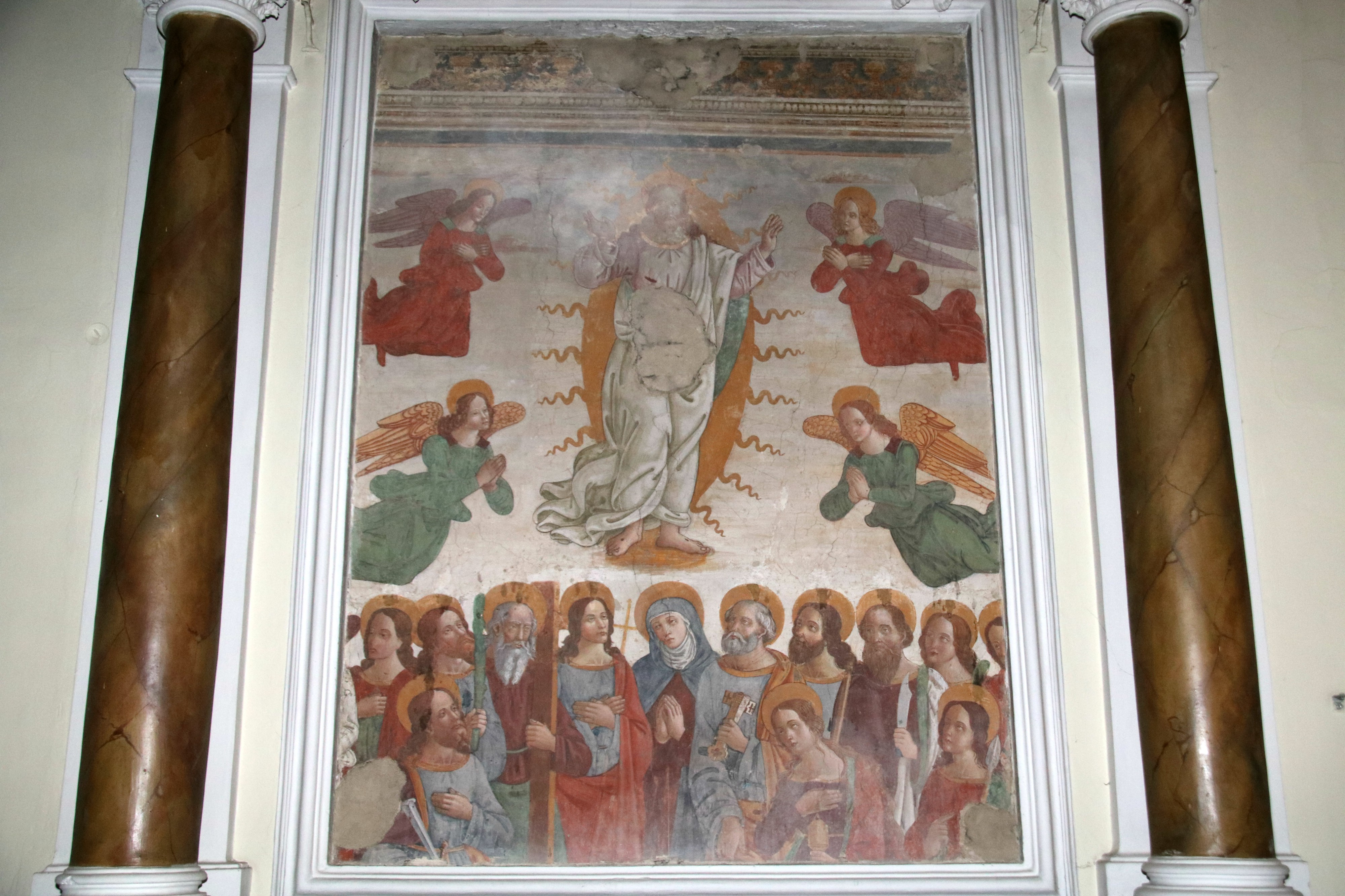
Ascensione di Filippo di Antonio Filippelli